# St-Pierre-St-Paul (Arronville)

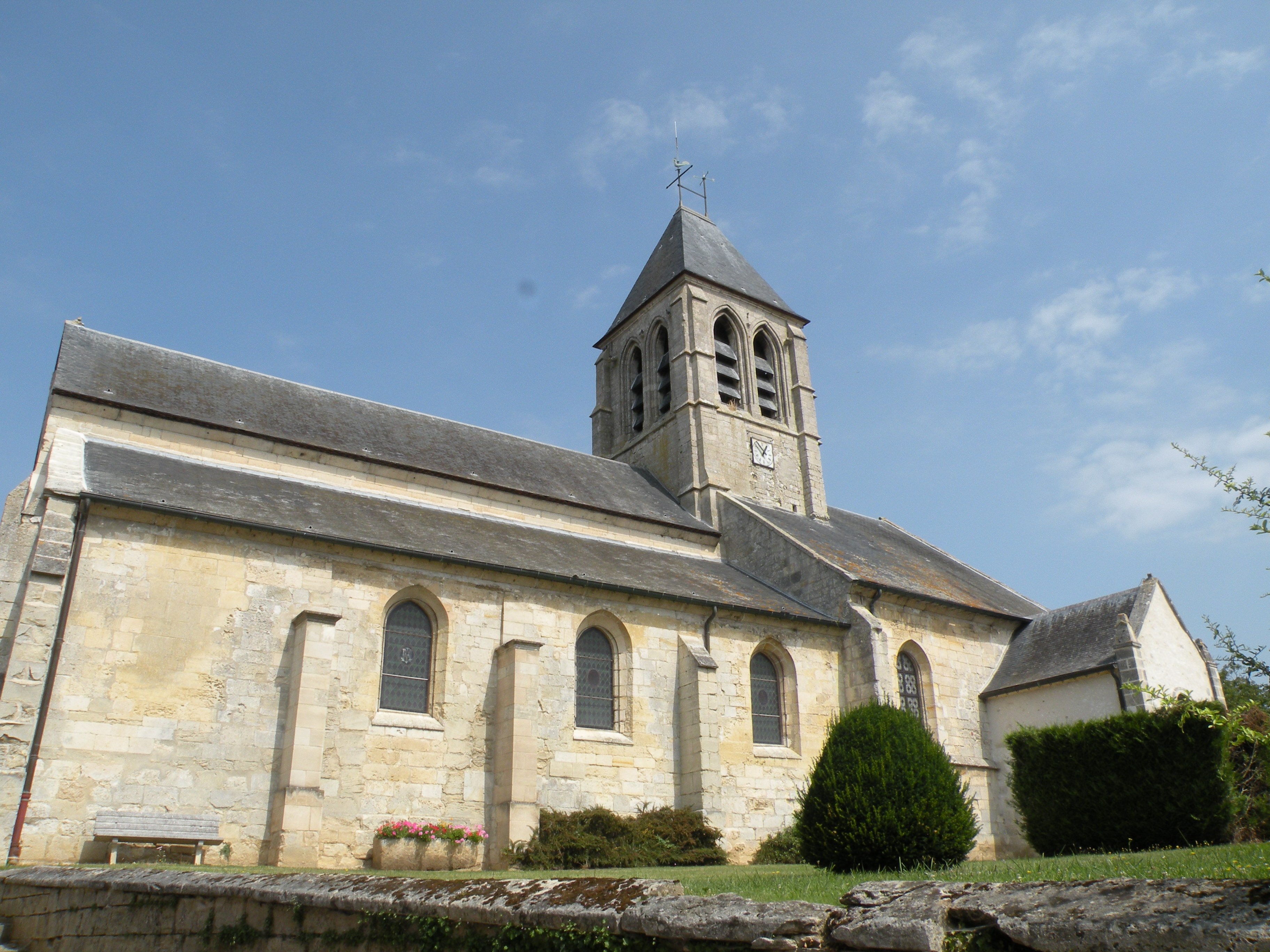
Kirche St-Pierre-St-Paul

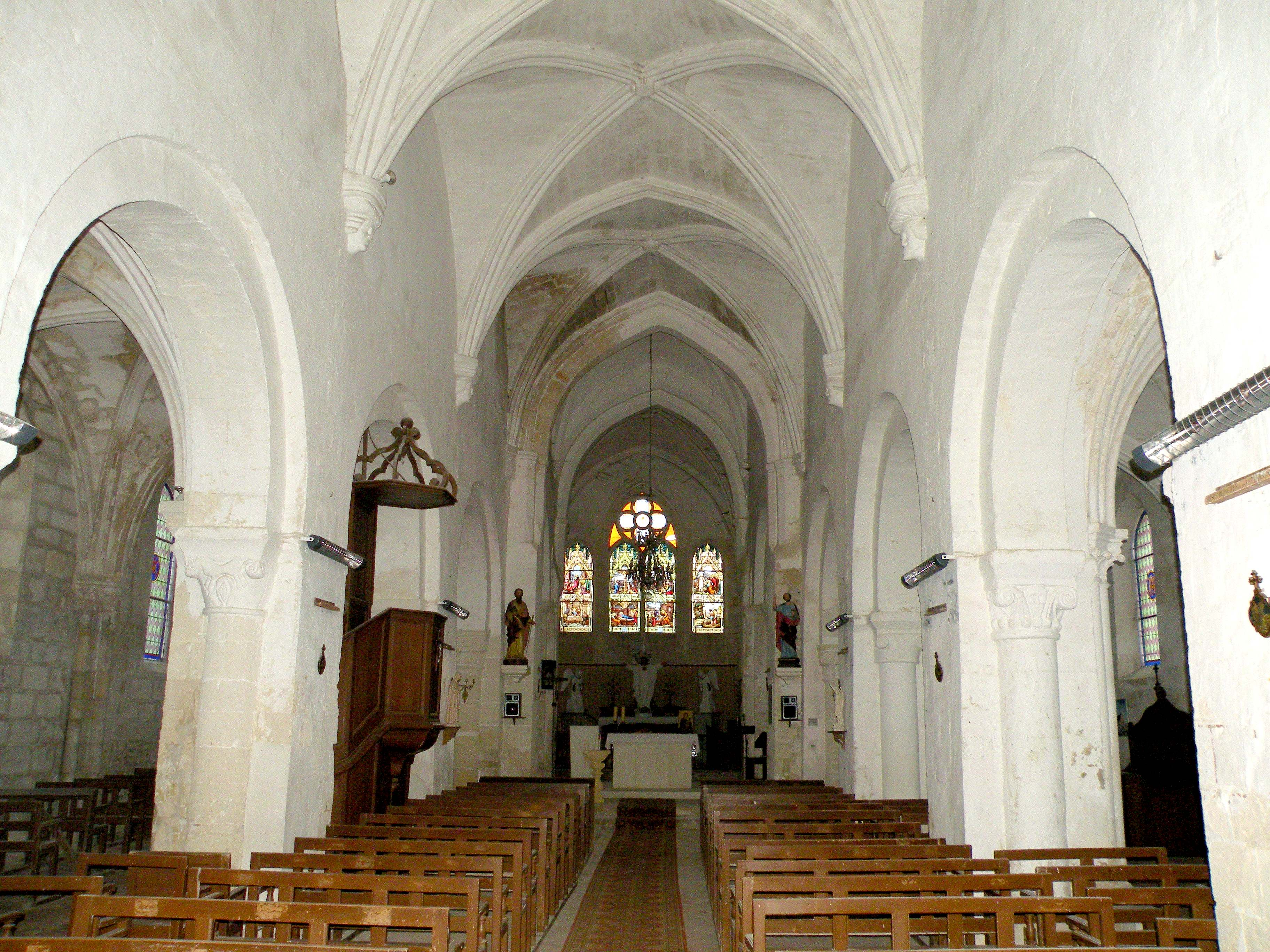
Innenansicht

Die römisch-katholische Kirche St-Pierre-St-Paul in Arronville, einer französischen Gemeinde im Département Val-d’Oise der Region Île-de-France, wurde ab dem 12. Jahrhundert errichtet. Die Kirche ist seit 1943 ein geschütztes Baudenkmal (Monument historique).

## Geschichte
Die Kirche wurde an der Stelle einer merowingischen Nekropole errichtet. Bis 1792 wurden die Familienmitglieder der grundherrlichen Familie de Balincourt, die das Patronatsrecht hatte, in der Kirche bestattet. Im Jahr 1858 fanden größere Umbauten statt.

## Architektur
Der älteste Teil der dreischiffigen Kirche ist der Chor aus dem 12. Jahrhundert. Die romanischen Kapitelle sind mit pflanzlichen Motiven, Tieren und Menschenköpfen geschmückt. Der Vierungsturm besitzt in seinem Obergeschoss an allen Seiten gekuppelte Rundbogenfenster und an seinen Ecken abgestufte Strebepfeiler. Über dem schlichten Portal in Form eines profilierten Rundbogens befindet sich ein Rundfenster. Das Portal und die Längsseiten werden von Strebepfeilern gegliedert.